# Soiuz 23
Soiuz 23 (rus: Союз 23, Unió 23) va ser un vol espacial tripulat de la Unió Soviètica en 1976, el segon a l'estació espacial Saliut 5. Els cosmonautes Viatxeslav Zúdov i Valeri Rojdéstvenski van arribar a l'estació, però un mal funcionament de l'equip no va permetre l'acoblament i la missió va ser avortada.
La tripulació va tornar a la Terra, però van aterrar en el Llac Tenguiz llavors parcialment congelat, fou el primer amaratge en el programa espacial soviètic. Mentre que no hi havia preocupacions sobre perills immediats a la tripulació, la recuperació va durar nou hores a causa de la boira i altres condicions adverses.

## Tripulació
| Posició         | Cosmonauta                               | Cosmonauta                               |
| --------------- | ---------------------------------------- | ---------------------------------------- |
| Comandant       | Viatxeslav Zúdov Primer vol espacial     | Viatxeslav Zúdov Primer vol espacial     |
| Enginyer de vol | Valeri Rojdéstvenski Primer vol espacial | Valeri Rojdéstvenski Primer vol espacial |

### Tripulació de reserva
| Posició         | Cosmonauta      | Cosmonauta      |
| --------------- | --------------- | --------------- |
| Comandant       | Víktor Gorbatko | Víktor Gorbatko |
| Enginyer de vol | Iuri Glazkov    | Iuri Glazkov    |

### Tripulació en suport
| Posició         | Cosmonauta        | Cosmonauta        |
| --------------- | ----------------- | ----------------- |
| Comandant       | Anatoli Berezovoi | Anatoli Berezovoi |
| Enginyer de vol | Mikhaïl Lissun    | Mikhaïl Lissun    |

## Paràmetres de la missió
- Massa: 6760 kg
- Perigeu: 239 km
- Apogeu: 269 km
- Inclinació: 51.6°
- Període: 89.5 min